# Импровизаторы

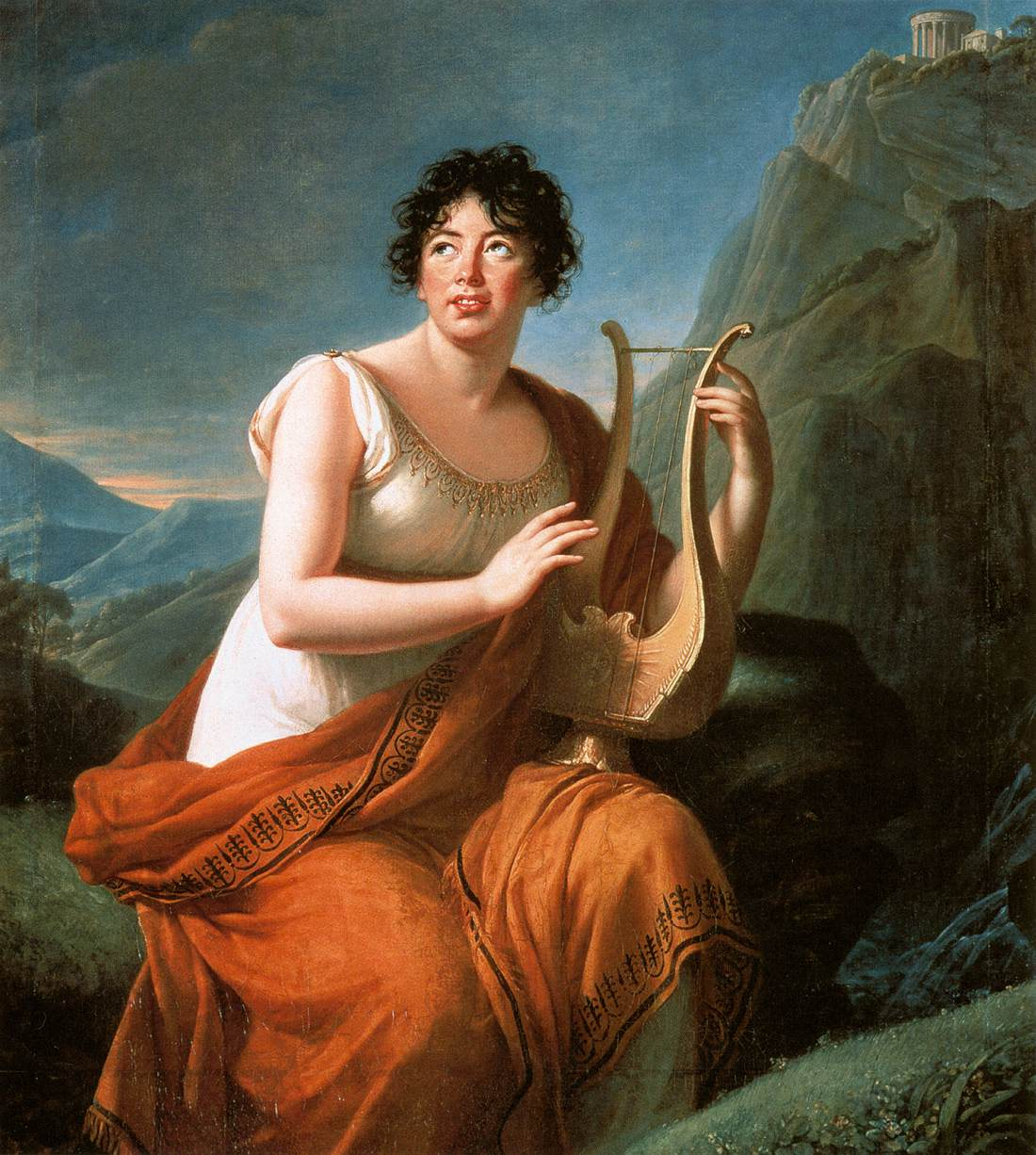
Мадам де Сталь в образе итальянки-импровизатора Коринны (худ. Виже-Лебрен)

Импровизатор (итал. improvisatore) — в Италии XVI—XIX веков стихотворец, который на любую предложенную ему тему декламировал под аккомпанемент какого-либо музыкального инструмента стихотворение, сложенное им тут же, без всякой подготовки (ex improviso), не делая и не имея перед собой никаких письменных заметок.

## Происхождение
Точное время появления бродячих поэтов-импровизаторов в Италии неизвестно. Папа Лев X привечал их при ватиканском дворе начала XVI века. В продолжение эпохи Возрождения импровизаторы (декламировавшие как на латыни, так и по-итальянски) блистали при дворах герцогов Урбино, Феррары, Мантуи, Милана и Неаполя. Бернардо Аккольти, прозванный Унико, на приобретенные этим искусством деньги смог купить титул герцога Непи.
Импровизация характерна для любого народного стихосложения (барды, скальды, миннезингеры, акыны, сэсэны). Итальянские импровизаторы из простонародья были наиболее распространены в Тоскане. В. И. Ламанский писал в 1865 году:

Теперь в Тоскане, особенно в горах Пистойских, очень нередки народные поэты-импровизаторы между неграмотными крестьянами и крестьянками. Профессор Джулиани провел с лишком три года с горах Пистойских для изучения языка и народной поэзии и за это время узнал двадцать таких поэтов. Любимейший размер их — октава. Эти импровизаторы неохотно дают записывать свои песни — слов они не отделяют от пения.

## Золотой век
Кроче называл золотым веком импровизаторства период с 1690 по 1840 год. О поэтических импровизациях упоминает в «Итальянских путешествиях» Гёте. В 1754 году Карло Гольдони сделал импровизатора главным героем комедии «Поэт-фанатик». В продолжение XVIII века феномен импровизаторства привлекал всё большее внимание заезжих иностранцев. Импровизаторы охотно предлагали им свои услуги, пуская шляпу для сбора пожертвований во время своих выступлений. Для многих из них именно любопытство богатых туристов, выезжавших на гран-тур, служило основным источником пропитания. Рациональные наблюдатели эпохи Просвещения зачастую оценивали их творческие способности скептически — как заурядное «сочетание умения, опыта и таланта», исключающее, впрочем, озарения истинного искусства.
Несравненно больший успех выпал на долю импровизаторов с приходом эпохи романтизма, которая ценила спонтанное излияние поэтического чувства (наитие). Такой «вдохновлённый свыше» поэт представлялся современникам олицетворением природного поэтического гения, которому не требуется специальная подготовка. В Италии 1810-х и 1820-х гг. наиболее успешные импровизаторы, такие, как Томмазо Сгриччи (1789—1836), собирали полные театры и, чтобы отбиваться от назойливых поклонников, появлялись на публике не иначе как в сопровождении телохранителей. В заполненном публикой Миланском оперном театре тему импровизации обычно выбирали жребием, опустив бумажки с предложениями в урну; если выбранная тема была публике по вкусу, она выражала своё одобрение громкими рукоплесканиями. Настроиться на тему импровизатору помогала арфа, скрипка или другой музыкальный инструмент.
Ныне славится в Риме совсем нового рода импровизатор по имени Скриччи, молодой человек двадцати четырех лет, родом из Ареццо. Он без приготовления читает целые трагедии. В прошлом году назначен был день публичного испытания, которое происходило в присутствии множества ученых мужей и многих искусных импровизаторов. Началось высокою пиндарическою одой; потом читаны были стихи разного размера — все без распева, без остановок, со всем благородством и достоинством поэзии. Страстные чувства, правильные мысли, высокие идеи, гомерические описания начинали уже обезоруживать нетерпеливую критику; но критика ожидала трагедии, главной вины испытания. Присутствующие громким голосом предлагают задачи, которые записываются и кладутся в урну. Один из почтеннейших свидетелей вынимает «Смерть Геркулеса». Но эта задача некоторым кажется подозрительною потому, что она была предложена человеком одинакового таланта и, сверх того, приятелем молодого Скриччи. Подают урну в другой раз, и вынимается «Смерть Поликсены». Поэт выступает вперед и просит назначить имена действующих лиц. Назначают: Поликсену, Улисса, Гекубу и Калхаса. Импровизатор почитает нужным прибавить еще хор троянок. После непродолжительного, глубокого молчания начинается трагедия: без остановок, скорее, чем на театре, читаются одною особой сцены, монологи, хоры; все слушатели с удивлением, проникнутые до глубины сердца, исполненные восторга, ожидают развязки! Характеры оказались прекрасны, положения сильно трогательны. Может быть, одного только Улисса надлежало бы представить несколько иначе. Разговор Поликсены с Улиссом, один монолог Гекубы, речь Улисса, рассказывающего злополучной матери о смерти Поликсены, ответ старой царицы и её жалобы на греков и на Улисса — все это было совершенным произведением таланта, обезоружившим критику и доставившим всему собранию несравненное удовольствие. Осыпанный похвалами Скриччи восторжествовал над своими противниками и всех изумил новостью трудного своего предприятия и блистательным успехом. По последним известиям сей редкий импровизатор теперь находится в Турине, где незадолго перед сим показывал опыты блистательного своего таланта многочисленному собранию слушателей. Юный поэт сначала читал (разумеется, без приготовления же) стихи о явлении креста великому Константину; потом воспел изгнание Данте; наконец собрание захотело, чтобы вынуто было из урны содержание для оперы, и жребий потребовал Медеи. Импровизатор немедленно назвал действующие лица, расположил сцены, разделил все на три акта, и — прочитал новую оперу «Медею». Такая непостижимая готовность превзошла ожидание всех слушателей.

Молва об искусстве импровизаторов разнеслась в самые отдалённые уголки Европы после выхода романа мадам де Сталь «Коринна, или Италия» (1808), вдохновлённого успехом итальянки-импровизатора Кориллы Олимпико. Писательница противопоставляет бескорыстное пламя вдохновения своей героини экспромтам ремесленника, ловко плетущего вирши за деньги. Различием этих подходов объясняется и диаметрально противоположное восприятие импровизаторства слушателями — от восторга и восхищения до неприятия и скепсиса. 

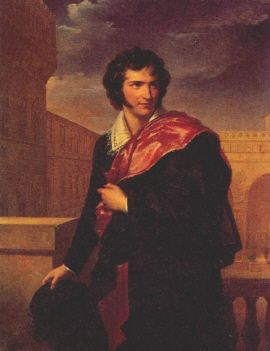
Знаменитый импровизатор Томмазо Сгриччи (худ. Ф. Жерар)

В конце 1820-х годов итальянские импровизаторы принялись гастролировать по столицам Европы, где натолкнулись на конкуренцию со стороны доморощенных поэтов. Так, в Париже 1824 года огромный успех имел Эжен де Прадель; ему приписывают более 150 трагедий, комедий, водевилей, не считая множества мелких произведений (bouts rimés), которые записывали за ним и публиковали его поклонники. С сеансами поэтических импровизаций стали выступать уже прославленные поэты, как, например, Адам Мицкевич. Его знакомый Одынец писал другу:

«Ах, ты помнишь его импровизации в Вильно! Помнишь это изумительное преображение лица, этот блеск глаз, этот проникающий голос, от которого тебя даже страх охватывает, словно через него говорит дух… Во время одной из таких импровизаций в Москве Пушкин, в честь которого был дан этот вечер, вдруг вскочил с места и, ероша волосы, почти бегая по зале, восклицал: Quel génie! quel feu sacré! que suis-je auprès de lui? и, бросившись Адаму на шею, обнял его и стал целовать как брата. Я знаю это от очевидца…»
Тема импровизаторства фигурирует в первом романе датчанина Х. К. Андерсена, который так и называется — «Импровизатор» (1835). Между тем в самой Италии в 1830-е годы интерес к импровизациям стал падать. Публика, включая иностранцев, была пресыщена выступлениями «оракулов», за которыми без труда угадывался коммерческий интерес. Билеты на выступления импровизаторов перестали пользоваться спросом. К началу 1840-х годов феномен изжил себя и выступления импровизаторов на светских вечерах прекратились.

## В России
В 1820-е годы русская публика могла судить об импровизаторском искусстве, за вычетом иностранных романов, главным образом по заметкам, публиковавшимся в журнальной прессе. В частности, этой темы касался А. Глаголев в описании своего путешествия по Италии. В целом феномен импровизаторства был в России мало известен, пока в Москву и Петербург не приехал в мае 1832 года немец Макс Лангеншварц. Его выступления вызвали большой интерес у публики и породили мимолётное увлечение импровизациями в светском обществе середины 1830-х гг.
До начатия импровизации каждый из зрителей мог написать, на приготовленных к тому билетах, какую угодно тему. Г. Лангеншварц, бывший между тем в другой комнате, вошел в собрание и поднес свернутые билеты дамам, украшавшим первый ряд кресел, прося их вынуть несколько задач. Вынули пять билетов. Лангеншварц развернул их, прочитал вслух и избрал первый попавшийся ему: извержение Везувия.
Модную тему поспешили подхватить русские писатели. Князь В. Ф. Одоевский под впечатлением от гастролей Лангеншварца пишет повесть «Импровизатор» (1833), герой которой — холодный, бесстрастный ремесленник: «на лице его видно было не высокое наслаждение поэта, довольного своим творением, а лишь простое самодовольство фокусника, проворством удивляющего толпу». Столь же скептический взгляд на искусство импровизации проводит автор статьи в «Телескопе» под названием «Итальянские импровизаторы» (1834), вышедшей с примечаниями Н. Надеждина.
А. С. Пушкин в написанной одновременно повести «Египетские ночи» (не закончена) возвращается к теме двойственности импровизатора (равно как и всякого поэта), заявленной ещё в «Коринне». Однако если мадам де Сталь противопоставляла истинного поэта дельцу от поэзии, то Пушкина занимает противоречивость каждой поэтической личности: его Чарский одновременно и служитель музы, и мелочный денди, пекущийся о модном наряде, а в заезжем импровизаторе творческая вдохновенность не исключает стяжательства.